# Брезник
Брезник (буг. Брезник) град је у Републици Бугарској, у западном делу земље, седиште истоимене општине Брезник у оквиру Перничке области.

## Географија
Положај: Брезник се налази у западном делу Бугарске. Од престонице Софије град је удаљен 45 km западно, а од обласног средишта, Перника град је удаљен свега 20 km северно.
Рељеф: Област Брезника се налази у средишту Брезничког поља, на око 760 m надморске висине. Изнад града се диже планина Голо брдо. Крај око града се назива Граово.
Клима: Због знатне надморске висине клима у Брезнику је оштрији облик континенталне климе са планинским утицајима.
Воде: Кроз Брезник и околину протиче више мањих потока.

## Историја
Област Брезника је првобитно било насељено Трачанима, а после њих овом облашћу владају стари Рим и Византија. Јужни Словени ово подручје насељавају у 7. веку. Од 9. века до 1373. г. област је била у саставу средњовековне Бугарске.
Крајем 14. века област Брезника је пала под власт Османлија, који владају облашћу 5 векова.
Након што је постало део тзв. "Велике Бугарске", то насеље постоје убрзо средиште окупљања за села у околини, са више јавних установа и трговиштем. Ту је 1894. године живело 3249 становника.

## Срби у Брезнику
Брезник је једно од места у данашњој Бугарској где су Срби били већинско становништво. Такав је био и сав Брежнички срез који се пружао са западне стране, до самог града Софије. Брезник је 1881. године варошица на речици Брезници, у којој су пре живели Турци. Ту се налазе џамија и црква, а такође је седиште Брежничког среза, који се у народу зове "Грахово". У срезу је 60 села и 13 општина. Срби су били доминантни и у цркви и у школи. Постојала је у месту српска мушка народна школа између 1868-1878. године. Парох у Брезнику је око 1860. године био поп Ђорђе Ранчић, који је пре био српски учитељ у Мокри и Белој Паланци. Након женидбе у Паланци где је био учитељ, вратио се у родно место "на очевину". Касније је умро као свештеник брезнички, кад га је отровала снаха.
Када је наступила Источна криза (1875—1878) Срби у Брезнику и околини су се ускомешали. Након ослобођења од Турака, Руси су створили две бугарске државе. У састав западне "Бугарске" ушао је по њиховим плановима иако етнички помешан и Брезнички срез. Брезничани су предводили бројне протесте и слали потресна писма са петицијама европској јавности, политичарима "великих сила" и самом Берлинском конгресу. Нису хтели да пристану да буду жртвовани и предати Бугарима. Послали су Изјаву Светлом и узвишеном Господару књазу Милану Обреновићу, Срби из Брезника и околине 1. априла 1878. године. Обраћали су се речима: „Премилостиви Господару, ми те најпокорније молимо, да нас примиш под Твоје закриље, и да се Ти о нашем животу и имању стараш, као Отац о својој деци, те да ми једном окусимо плодове Среће и Благостања под Твојом мудром Управом. Наша Срца вавек ће остати верна Теби и Твом Дому. Имање, живот и све што је наше најмилије ми ћемо за Тебе жртвовати...” За срез Брезнички из великог броја села (53) потписали су се највиђени уједно и најхрабрији становници. У самом Брезнику било је неколико потписника Срба: помоћник (поротник) Крста Мирков и Андреја Георгић, одборници Голуб Јанков, Сима Дојчин, Јанаћко Недељковић, Марко Аџи Маринковић, Зарко Антанасовић, Петар Малиновић и Зора Пауновић. И кнежевина Србија је тражила Брезник, а повучена граница у српским меморандумима пролазила је источно од места. Али све је било узалуд јер су понајвише инсистирањем Руса и Енглеза, пропале српске наде. Међутим и након несрећног Берлинског конгреса (1878) на којем је решена судбина Срба западне Бугарске, Брезничани су се обраћали свету. Тако су 18./30. јула 1878. године Срби из Брезничког среза на скупу у Брезнику послали сада свој "Протест" енглеској краљици Викторији, скрећући још једном пажњу на себе и неправду која им је учињена.
И поред тога што је становништво Брезника исказало недвосмислену жељу да постане део српске кнежевине, 1878. године град је постао део савремене бугарске државе.

## Становништво
По проценама из 2010. г. Брезник је имао око 4.200 ст. Огромна већина градског становништва су етнички Бугари. Остатак су махом Роми. Последњих деценија град губи становништво због удаљености од главних токова развоја у земљи.
Претежан вероисповест месног становништва је православна.
Градска слава Брезника је Видовдан.

## Галерија
- Православна црква св. Николе
- Градски музеј
- Чувени извор лековите воде